# Andrea Ihle
Andrea Ihle (* 17. April 1953 in Dresden; † 18. Juni 2023) war eine deutsche Opernsängerin (Sopran).

## Leben
Sie absolvierte ihr Gesangsstudium an der Musikhochschule Dresden, wo sie vor allem Schülerin von Klara Elfriede Intrau war. 1974 gewann sie den 2. Preis beim Internationalen Robert Schumann-Wettbewerb für Klavier und Gesang in Zwickau.
1976 erfolgte ihr Debüt an der Dresdner Staatsoper in der Partie der Giannetta in der Oper L’elisir d’amore von Gaetano Donizetti. Seitdem war sie festes Ensemblemitglied der Dresdner Staatsoper und wurde dort zunächst vor allem als Interpretin von Partien aus dem Fach der Koloratursoubrette bekannt. Zu ihrem Bühnenrepertoire gehörten Rollen wie die Despina in Così fan tutte, die Papagena in Die Zauberflöte, das Ännchen in Der Freischütz, die Gretel in Hänsel und Gretel, die Marie in Der Waffenschmied, die Carolina in Die heimliche Ehe und die Sophie in Der Rosenkavalier. Im weiteren Verlauf ihrer Karriere übernahm Ihle dann auch Partien aus dem Repertoire für lyrischen Sopran. Sie sang die Eurydike in Orpheus und Eurydike, die Donna Elvira in Don Giovanni und die Alice Ford in Falstaff.
Weitere Rollen Ihles waren die Axinja in Lady Macbeth von Mzensk (1999 Dresdner Staatsoper; Wiederaufnahme Dezember 2000) und die weibliche Titelrolle in der Oper Der Schuhu und die fliegende Prinzessin von Udo Zimmermann. Später kamen auch Partien des Charakterfachs, wie die Kartenaufschlägerin in Arabella (Neuinszenierung 2005), hinzu.
Im Februar 1985 sang sie in der Eröffnungsvorstellung der wiederaufgebauten Semperoper die Rolle des Ännchens in der Oper Der Freischütz; am Tag danach übernahm sie in der Festaufführung der Oper Der Rosenkavalier die Rolle der Jungfer Marianne Leitmetzerin. Die Rolle der Leitmetzerin sang sie später auch 2000 und 2002 in den jeweiligen Wiederaufnahmen der Oper. 2007 sang sie die Leitmetzerin an der Dresdner Staatsoper auch im Rahmen der Dresdner Festtage zu Ehren von Richard Strauss. 2007 sang sie im Rahmen der Dresdner Festtage auch wieder die Kartenaufschlägerin in Arabella. Im Mai 2006 übernahm sie an der Dresdner Oper die kleine Partie der Mrs. Charlton in der Europäischen Erstaufführung der Oper Dean Man Walking von Jake Heggie. Im Mai 2008 wirkte sie an der Dresdner Staatsoper als Matilde Di Spelta in der Uraufführung der Oper La grande magia von Manfred Trojahn mit. In der Spielzeit 2010/2011 singt sie dort unter anderem wieder die Kartenaufschlägerin in Arabella, die Haushälterin Berta (Marzellina) in Der Barbier von Sevilla und die Virtù in L’incoronazione di Poppea.
Internationale Gastspiele unternahm Ihle hauptsächlich mit dem Ensemble der Dresdner Staatsoper, unter anderem 1982 als Modistin in Der Rosenkavalier in Venedig. Mehrfach gastierte sie als Jungfer Marianne Leitmetzerin am Staatstheater Nürnberg, zuletzt 2008. Im April 2010 gastierte sie an der Deutschen Oper Berlin als Ortlinde in der Oper Die Walküre.
Neben ihrer Tätigkeit als Opernsängerin wurde Ihle insbesondere auch als Konzertsängerin in Oratorien, Messen und geistlichen Vokalwerken bekannt.